# Basílica de Saint-Sernin de Toulouse
A Basílica de Saint-Sernin de Toulouse   é uma igreja católica localizada na cidade de Toulouse, França.
A igreja foi consagrada em 1096 pelo papa Urbano II e elevada à categoria de basílica em 1878. Foi um dos mais importantes centros de peregrinação do ocidente na Idade Média. É a maior igreja românica conservada na Europa.

## Galeria de imagens

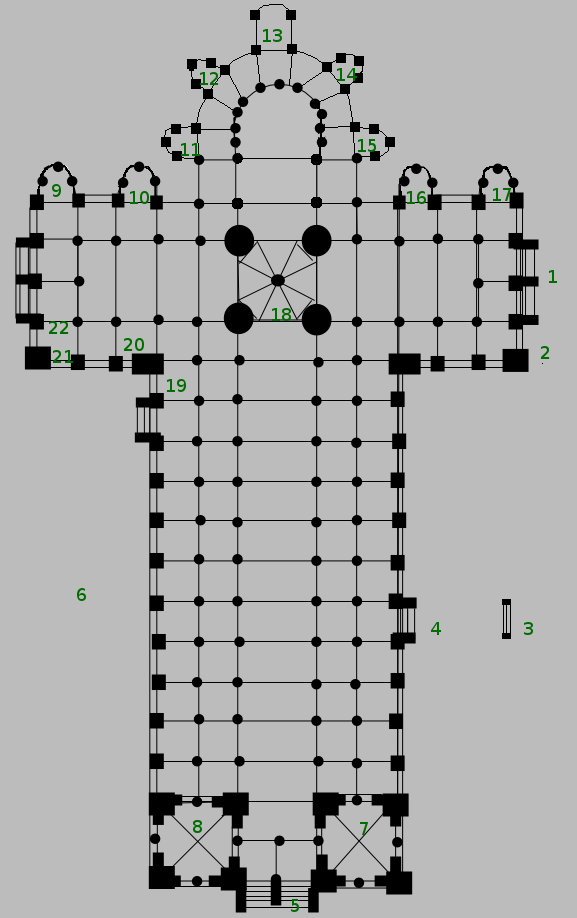
Planta da basílica
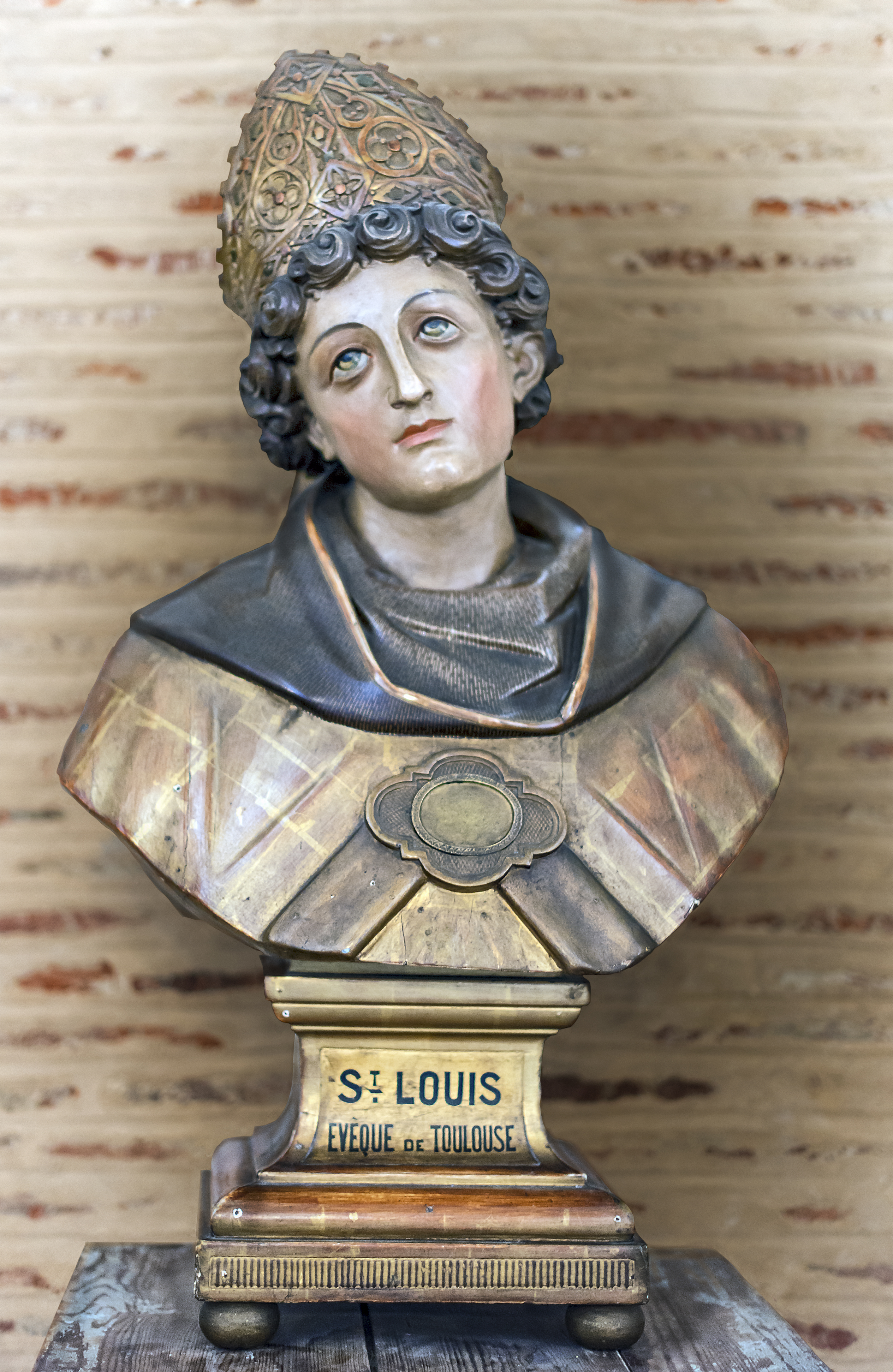
Busto de Luís de Tolosa
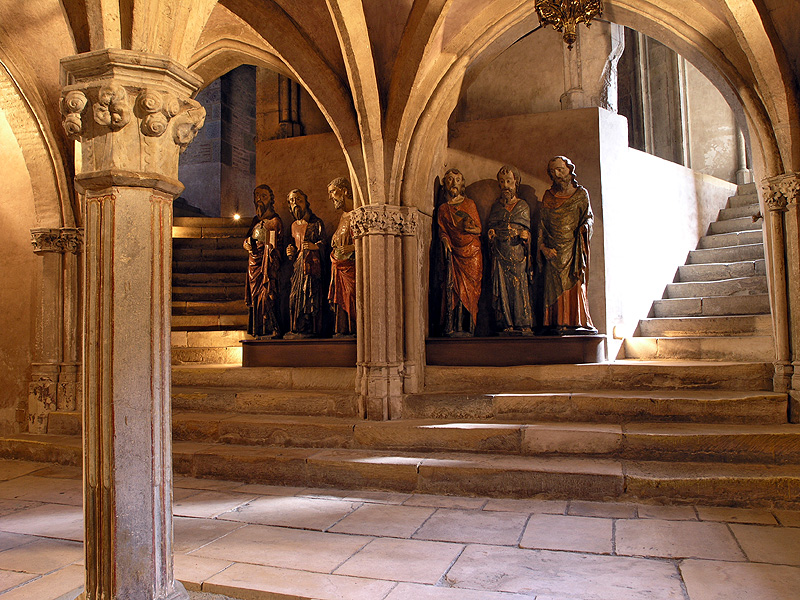
Detalhe da cripta
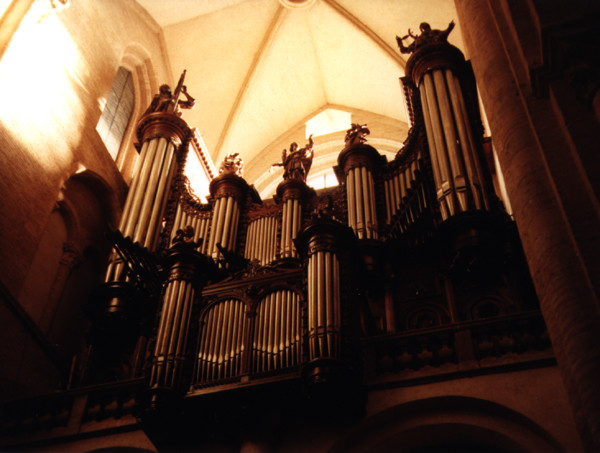
Órgão da igreja
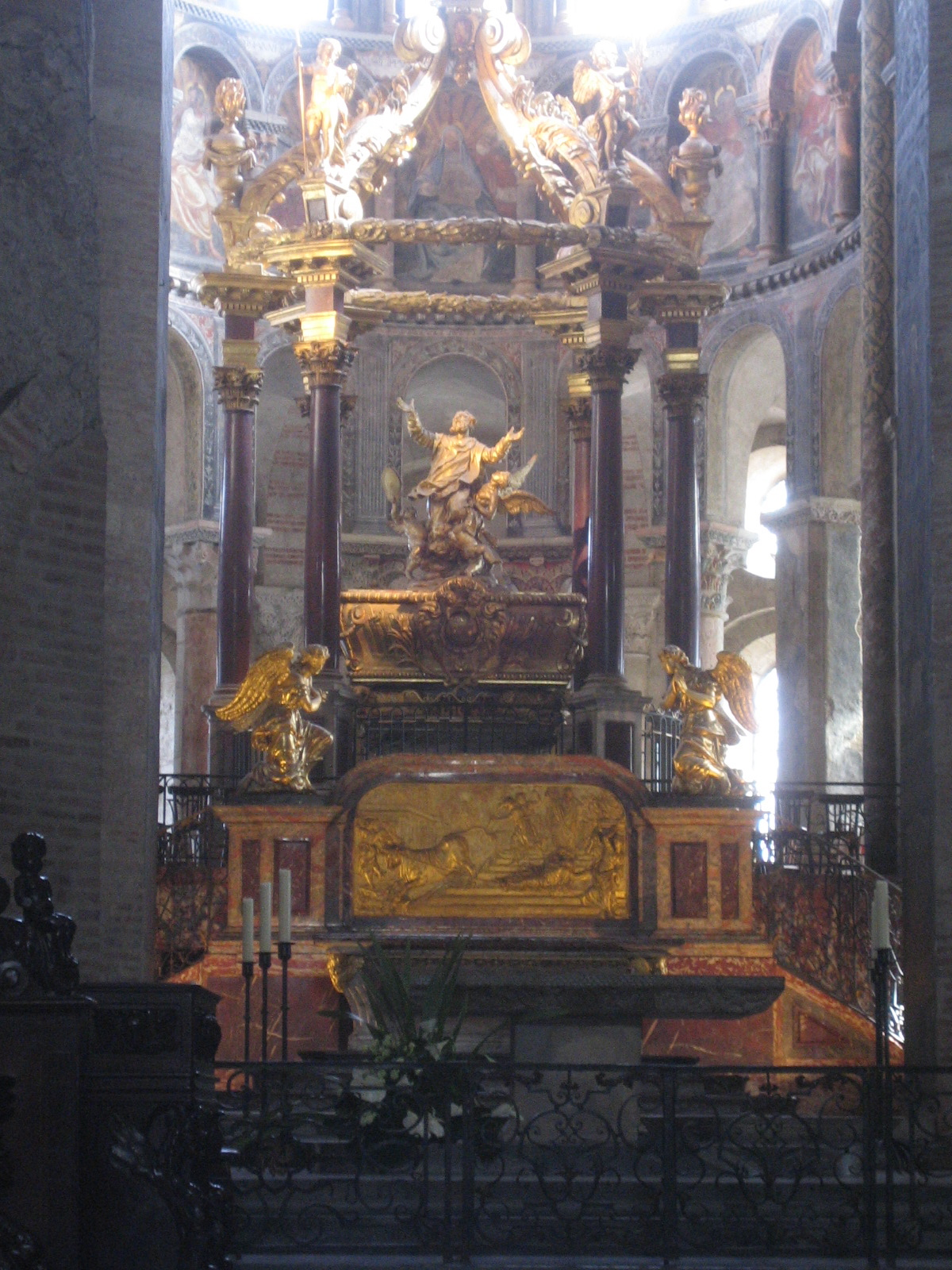
Altar principal
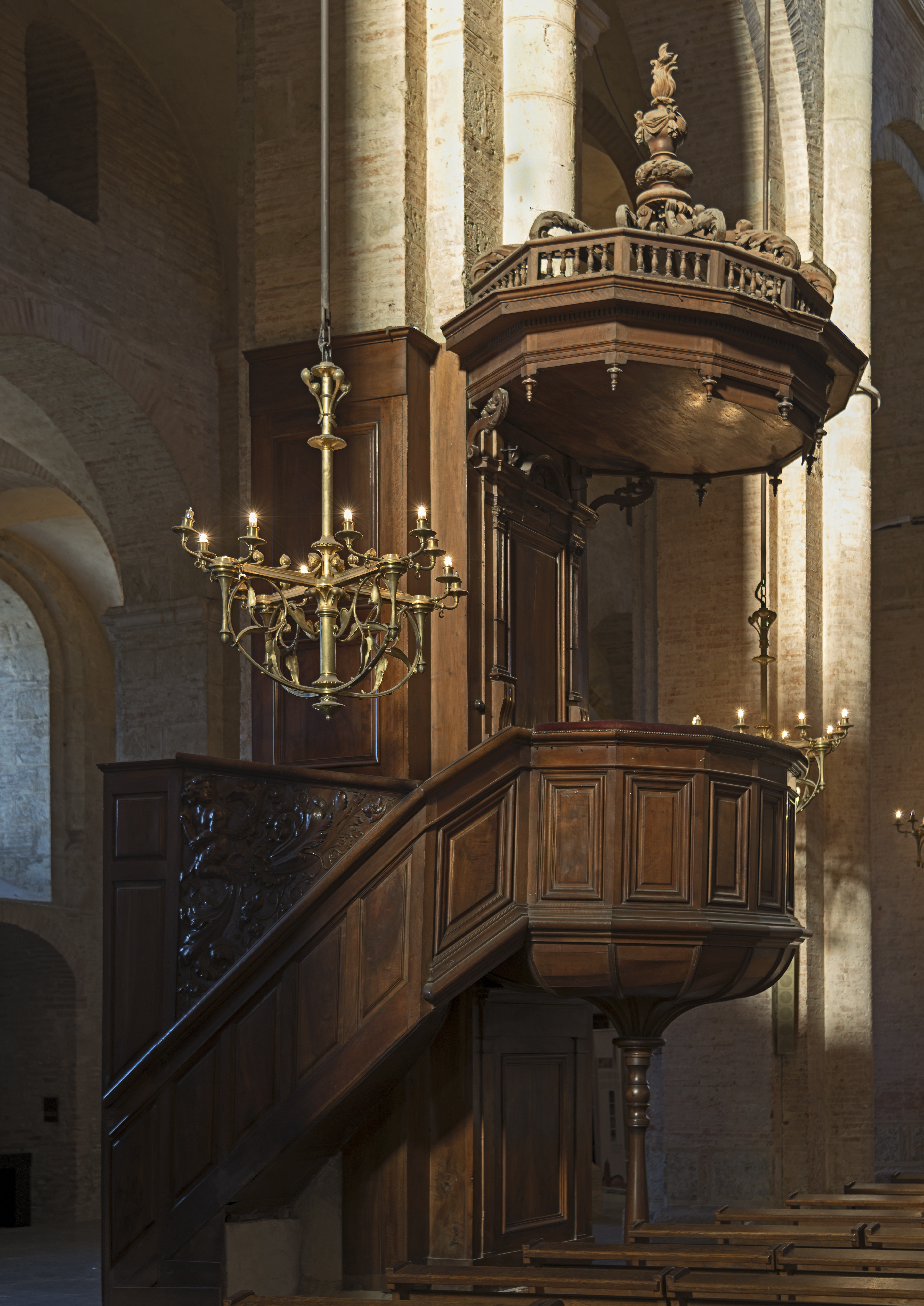
Púlpito